# VV Heerenveen in het seizoen 1970/71
Het seizoen 1970/1901 was het 17e jaar in het bestaan van de Heerenveense betaaldvoetbalclub Heerenveen. De club kwam uit in de Nederlandse Eerste divisie en eindigde daarin op de negende plaats. Tevens deed de club mee aan het toernooi om de KNVB beker, hierin werd in de eerste ronde verloren van FC Den Bosch '67 (0–2).

## Wedstrijdstatistieken

### Eerste divisie
|       | Blauw-Wit | FC Den Bosch '67 | SC Cambuur | D.F.C | Fortuna SC | De Graafschap | GVAV  | Helmond Sport | Heracles | HVC   | SVV   | Veendam | Vitesse | Wageningen | Willem II |
| ----- | --------- | ---------------- | ---------- | ----- | ---------- | ------------- | ----- | ------------- | -------- | ----- | ----- | ------- | ------- | ---------- | --------- |
| Thuis | 2 – 2     | 1 – 1            | 1 – 0      | 0 – 2 | 2 – 0      | 1 – 3         | 0 – 2 | 1 – 1         | 2 – 2    | 0 – 0 | 5 – 1 | 3 – 0   | 1 – 1   | 2 – 2      | 3 – 0     |
| Uit   | 1 – 0     | 0 – 0            | 2 – 1      | 1 – 2 | 0 – 1      | 2 – 2         | 2 – 1 | 1 – 1         | 3 – 1    | 1 – 1 | 1 – 1 | 0 – 0   | 2 – 0   | 1 – 1      | 3 – 0     |

### KNVB beker
| 1e ronde                                            | FC Den Bosch '67     | 2 – 0 (1 – 0) | Heerenveen |
| 16 augustus 1970 Plaats: 's-Hertogenbosch De Vliert | Gerd Schunck 1', 67' |               |            |

## Statistieken Heerenveen 1970/1971

### Eindstand Heerenveen in de Nederlandse Eerste divisie 1970 / 1971
| Stand | Gespeeld | Gewonnen | Gelijk | Verloren | Punten | Doelpunten voor | Doelpunten tegen |
| ----- | -------- | -------- | ------ | -------- | ------ | --------------- | ---------------- |
| 9e    | 30       | 7        | 14     | 9        | 28     | 36              | 37               |

### Topscorers
| #      | Naam              | Goal |
| ------ | ----------------- | ---- |
| 1.     | Kees Kist         | 11   |
| 2.     | Henk Prinsen      | 5    |
| 2.     | Henk Zoetendal    | 5    |
| 4.     | Thomas Haan       | 4    |
| 4.     | Cees Kist         | 4    |
| 6.     | Teun Kist         | 2    |
| 6.     | Rikkert La Crois  | 2    |
| 8.     | Rudi Alberda      | 1    |
| 8.     | Wiebe de Jong     | 1    |
| 8.     | John van Wensveen | 1    |
| Totaal | Totaal            | 36   |

| #      | Naam        | Goal |
| ------ | ----------- | ---- |
| –      | Geen speler | 0    |
| Totaal | Totaal      | 0    |